# Comuna Nedoharkî, Kremenciuk
Nedoharkî (în ucraineană Недогарки) este o comună în raionul Kremenciuk, regiunea Poltava, Ucraina, formată din satele Nedoharkî (reședința), Panivka, Pașcenivka și Rokîtne-Donivka.

## Demografie
Componența lingvistică a comunei Nedoharkî
     Ucraineană (97,71%)
     Rusă (2,13%)
     Alte limbi (0,1%)
Conform recensământului din 2001, majoritatea populației comunei Nedoharkî era vorbitoare de ucraineană (97,71%), existând în minoritate și vorbitori de rusă (2,13%).